# Laura Waller

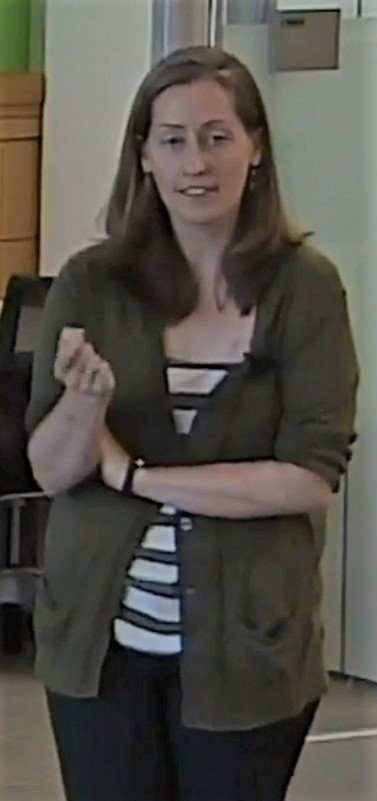
Laura Waller spricht am Berkeley Institute (2015)

Laura Ann Waller (* 14. Februar 1979 in Kingston, Ontario) ist eine Informatikerin und Ted-van-Duzer-Stiftungsprofessorin an der University of California in Berkeley. Im Jahr 2017 erhielt sie, zur Entwicklung von Mikroskopen für die Beobachtung tiefer Hirnstrukturen ein Forschungsstipendium der Chan-Zuckerberg-Initiative und gewann 2018 den Early-Career-Award (Auszeichnung für frühe Karrieren) der SPIE.

## Studium
Waller stammt aus Kingston in Ontario (Kanada). Sie studierte am Massachusetts Institute of Technology, wo sie ihren Bachelor-Abschluss in Electronic Engineering und Informatik im Jahr 2004 und den Master-Grad 2005 erwarb. Während des Grundstudiums verbrachte sie ein Jahr an der Universität Cambridge im Rahmen ihrer Tätigkeit am Cambridge-MIT Institute. In ihrer Masterarbeit befasste sie sich mit dem Entwurf von Feedbackschleifen und experimentellen Testverfahren für Systeme der integrierten Optik. Bei Doktorvater George Barbastathis schloss sie 2010 ihre Doktorarbeit ab, in der sie neue Techniken zur Abbildung von Phasen und Amplituden entwickelte und untersuchte. Sie war Studentin der Singapore-MIT Alliance for Research and Technology (SMART). Sie spielte Fußball in der MIT Auswahl der Damen und war Präsidentin der Studentenschaft der Optical Society.

## Forschung und Karriere
Waller arbeitet im Bereich der Computergestützten Bildgebenden Verfahren. 2010 ging sie zur Universität Princeton, um dort als wissenschaftliche Mitarbeiterin und Dozentin zu arbeiten. Im Jahr 2012 schloss sie sich der University of California in Berkeley an. Der Schwerpunkt ihrer Forschungsgruppe liegt auf phase imaging, hochauflösungs Mikroskopie und linsenlosen Bildgebungsverfahren. Sie ist ein Senior Fellow am Berkeley Institute for Data Science.
Waller wurde im Jahr 2014 Fellow der David and Lucile Packard Foundation. Im selben Jahr wurde sie von der Gordon and Betty Moore Foundation zur Ermittlerin für Data-driven Discovery ernannt. Da sie den CAREER Award der National Science Foundation hält, kann ihre Forschungsgruppe experimentelle Software zur 4D Bildgebung teilweise räumlich kohärenten Lichts entwickeln. Sie hat Machine-Learning-Techniken für 3D-Mikroskopie entwickelt. Im Jahr 2016 erhielt sie eine Festanstellung an der University of California in Berkeley. 2017 erhielt sie einen Investigator Award der Chan Zuckerberg Initiative. Waller erhielt im Januar 2018 den SPIE Early Career Achievement Award in Academia. Durch die Entwicklung von Gerätschaften zur computergestützten Bildgebung hat Waller wichtige Beiträge sowohl im biomedizinischen Bereich als auch in industriellen Anwendungen geleistet. Ihre Forschungsgruppe entwickelt open-source-Anwendungen zur Bildgebung. Nach Angaben des EECS des MIT ist Laura Waller einer der Rising Stars des Jahres 2018.

### Auszeichnungen
- 2021 Adolph Lomb Medal
- 2018 SPIE Early Career Achievement Award in Academia[19]
- 2016 Carol D. Soc Distinguished Graduate Student Mentoring Award for Junior Faculty[22]
- 2016 Best Paper Award, International Conference on Computational Photography[23]
- 2012 Award for Outstanding Service by an OSA Young Professional[8]